# Paul Hinder
Paul Hinder, né le 22 avril 1942 à Lanterswil (de)-Stehrenberg, dans l’actuelle commune de Bussnang, en Thurgovie,. est un prélat catholique suisse, évêque en Arabie de 2003 à 2022.

## Prêtre
Après une scolarité chez les capucins à Appenzell, il étudia la philosophie et la théologie à Soleure.
Il entra chez les frères mineurs capucins en 1962, prononça sa profession perpétuelle le 18 septembre 1966 puis fut ordonné prêtre le 4 juillet 1967,. Entre 1968 et 1969, il a été vicaire à Bâle.
Il a étudié le droit canon à l’université de Munich et à Fribourg entre 1969 et 1976 et a enseigné cette discipline à l’athénée de l’ordre à Soleure.
Il a exercé diverses responsabilité au sein de son ordre au niveau national (maître des novices et vicaire à Lucerne entre 1978 et 1981 puis provincial de Suisse de 1988 à 1994), et international à partir de 1993 (définiteur général notamment entre 2001 et 2003).

## Évêque

### Évêque auxiliaire
Le 12 décembre 2003, Jean-Paul II le nomma évêque auxiliaire du vicariat apostolique d’Arabie avec le titre d’évêque titulaire de Macon (de). Il est consacré le 30 janvier 2004 en la cathédrale d'Abou Dhabi (en) par le cardinal Crescenzio Sepe, préfet de la congrégation pour l’évangélisation des peuples, assisté de Giuseppe De Andrea, le nonce apostolique et de Giovanni Gremoli (de), le vicaire apostolique en titre.

### Vicaire apostolique
Le 21 mars 2005, il succède à Giovanni Gremoli, qui prend sa retraite. Depuis la transformation le 31 mai 2011 du vicariat apostolique du Koweït en vicariat apostolique d’Arabie septentrionale (incluant l’Arabie saoudite, Bahreïn et le Qatar), il est devenu simplement vicaire apostolique d'Arabie méridionale. Sa juridiction s’étend désormais sur les Émirats arabes unis, Oman et le Yémen. 
Il est membre du conseil pontifical pour la pastorale des migrants et des personnes en déplacement et consulteur du conseil pontifical pour le dialogue inter-religieux et de la congrégation pour l’évangélisation des peuples.

### Racines chrétiennes de l’Europe
À propos de la croissance du nombre de musulmans en Europe, il juge que « le problème n’est pas la force de l’islam, mais la faiblesse du christianisme » et avertit que « [l]e patrimoine chrétien n’est pas sculpté dans le granite une fois pour toutes, il peut s’évaporer ».

## Œuvre
- Grundrechte in der Kirche : Eine Untersuchung zur Begründung der Grundrechte in der Kirche [« Les droits fondamentaux dans l'Église: Une étude sur les motifs des droits fondamentaux dans l'Eglise »] (trad. de l'allemand) (thèse de doctorat en droit canonique), presse universitaire, 1977, 301 p. (ISBN 3-7278-0174-3)
- (de) Paul Hinder et Simon Biallowons, Als Bischof in Arabien : Erfahrungen mit dem Islam, Verlag Herder (de), juin 2016, 208 p. (ISBN 978-3-451-80983-5 et 3-451-80983-4, lire en ligne)

### Note
1. ↑  L’adjectif méridionale a été ajouté au titre de la juridiction le 31 mai 2011 lorsque la juridiction sur l’Arabie saoudite, Bahreïn et la Qatar a été transférée au vicariat apostolique d’Arabie septentrionale[1].